# 3399 Kobzon
3399 Kobzon è un asteroide della fascia principale. Scoperto nel 1979, presenta un'orbita caratterizzata da un semiasse maggiore pari a 3,1010968 UA e da un'eccentricità di 0,1750534, inclinata di 0,13973° rispetto all'eclittica.